# Даоський пантеон
Пантеон даосизму відноситься до світу богів і духів даоської релігії в Китаї. Даоський пантеон постійно змінювався з часом. З перших днів даосизму нові божества були додані, а інші зникли з пантеону. Ієрархія божеств також часто змінювалася, тому в даосизмі не існує сталого світу богів.
Фулу, талісмани та реєстри, містять діаграми, списки та імена божеств, духів і демонів, важливих для ритуальної практики.

## Перелік

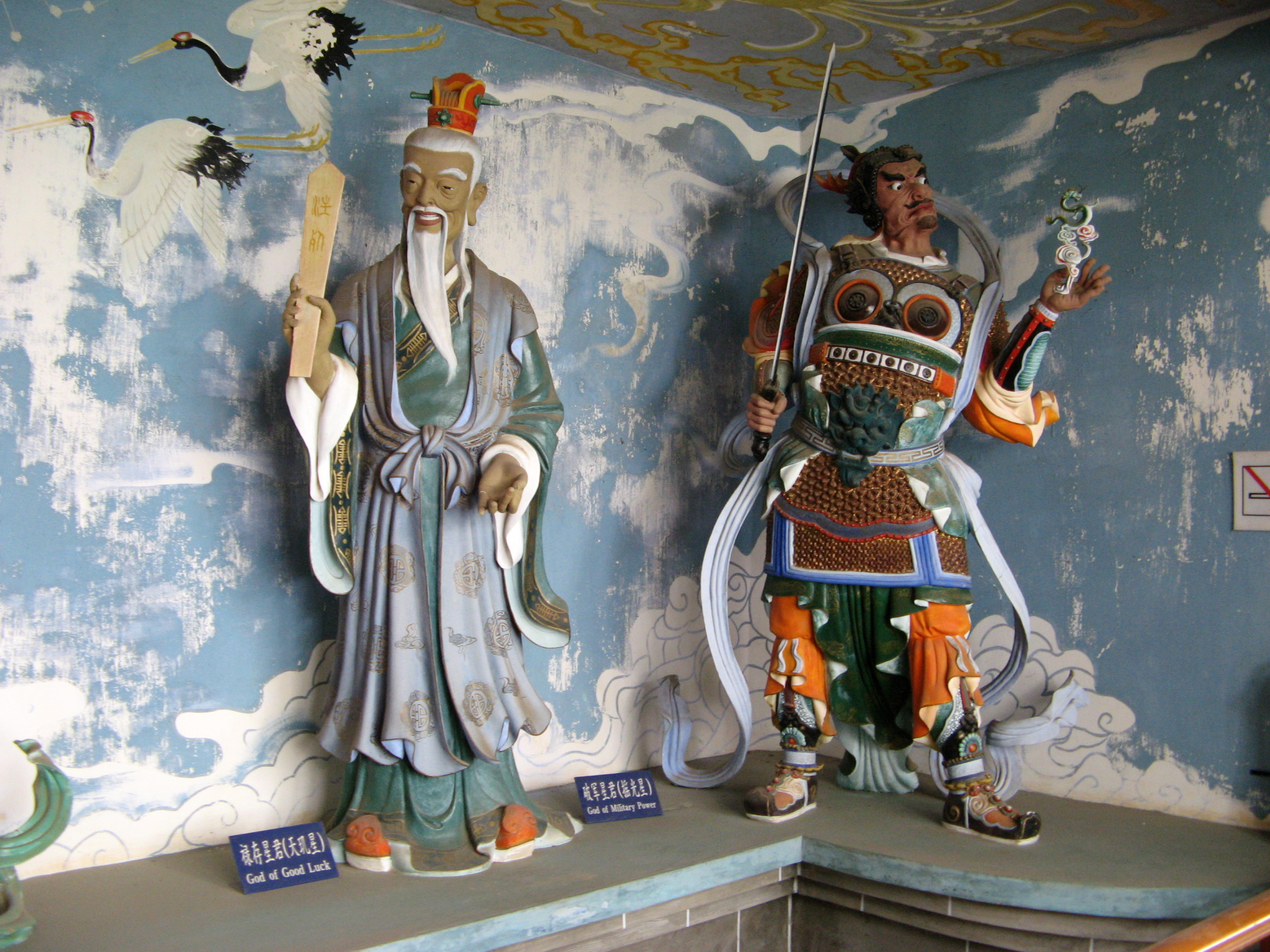
Даоські боги Успіху та Військової сили. Ворота Дракона, Куньмін

У даоському пантеоні існує наступна ієрархія:
1. Божества Небес (тяньшень; тянь цзунь). До них належать: три найчистіші (саньцин), чотири імператори (сиюй), тридцять дві Небесні Владики, три чиновники (сань ґуань), Лей Ґун, Дянь My та ін. В кожного з них — строго певний небесний рівень проживання відповідно релігійному розумінню процесу еволюції Дао і ступеням споглядальної практики.
2. Земні високоповажні (дічжи). До них належать божества певних місцевостей, міст, гір, лісів, річок, морів. Крім того, до цієї групи входять божества землі (тушень), воріт (меньшень), домівки (цзаошень), колодязя (цзіншень)) і ін. Багато хто з них спочатку мав людську природу, ставши згодом божественними людьми (шеньжень). Саме до цієї групи увійшли більшість божеств, які даосизм ввібрав з локальних народних культів і релігійних традицій.
3. Божественні примари (жеьгуй чжи шень) — божественні предки (включаючи родинних), заступники ремесел і шкіл, напівлегендарні герої. Серед них — Конфуцій, Мен-цзи, Ґуань-ґун (Ґуань Юй), У Ді, Юе Фей, Лу Лазень і ін.
4. Божества людського організму (женьті чжи шень). Згідно з даоським уявленням, тіло людини вміщає близько 36000 божеств. Їх медитативна візуалізація і споглядання є важливими складовими даоських обрядів і повсякденних психотехнічних занять. Не всі божества прихильні до людини. Так «три червя» (саньшишень), перешкоджають досягненню адептом безсмертя. Вважається, що щорік в день народження людини вони піднімаються на Небо і докладають про всі його гріхи. Даос, що йде по шляху самоудосконалення, повинен «заперти» їх в своєму тілі, не змикаючи око протягом 24 годин, старанно читаючи канонічні тексти і виголошуючи відповідні заклинання. При постійності такої практики можна досягти повної їх нейтралізації.
5. Божества пекла (діфу шеньлін). Китайська традиція зв'язує уявлення про існування двох загробних світів з горами Тайшань пров. Шаньдун і Фендушань пров. Сичуань. Великий владика східного піку Тайшань (Тайшань дунює Даді) визначає термін життя і посмертну долю душі а Великий владика Фенду (Фенду Даді) відає духами і примарами померлих. Подібно до Неба, пекло налічує 36 рівнів, кожному з яких відповідають певні божества.
6. Безсмертні. Загальновизнана типологія безсмертних представлена в трактаті Ґе Хуна «Баопу-цзи» (IV ст.):
  - небесні безсмертні (тяньсянь), що зайняли місце серед небесних божеств;
  - земні безсмертні (дісянь), серед них — Вісім Безсмертних;
  - безсмертні, що визволилися від трупа (шицзесянь), знайшли безсмертя через смерть і воскресіння

Трохи інша типологія фігурує в трактаті Ченчженя «Тянь інь цзи»:
- безсмертні люди (женьсянь), що перебувають серед людей;
- небесні безсмертні (тяньсянь);
- земні безсмертні (дісянь);
- безсмертні Вод (шуйсянь);
- божественні безсмертні (шеньсянь), що володіють повсюдністю
- дійсні люди (чжень жень), що спіткали істину — Дао але що не прагнули до тілесного безсмертя.